# Полиньи (Об)
Полиньи́ (фр. Poligny) — коммуна во Франции, находится в регионе Шампань — Арденны. Департамент — Об. Входит в состав кантона Бар-сюр-Сен. Округ коммуны — Труа.
Код INSEE коммуны — 10294.
Коммуна расположена приблизительно в 165 км к юго-востоку от Парижа, в 90 км южнее Шалон-ан-Шампани, в 24 км к юго-востоку от Труа.

## Население
Население коммуны на 2008 год составляло 65 человек.
| 1962 | 1968 | 1975 | 1982 | 1990 | 1999 | 2008 |
| ---- | ---- | ---- | ---- | ---- | ---- | ---- |
| 37   | 42   | 47   | 36   | 32   | 28   | 65   |

## Экономика

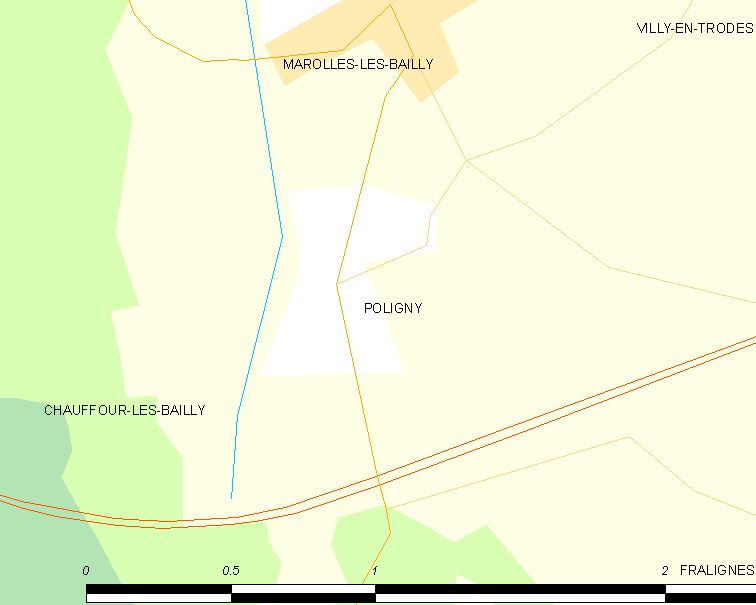
Карта коммуны

В 2007 году среди 32 человек в трудоспособном возрасте (15—64 лет) 24 были экономически активными, 8 — неактивными (показатель активности — 75,0 %, в 1999 году было 50,0 %). Из 24 активных работали 23 человека (10 мужчин и 13 женщин), безработным был 1 мужчина. Среди 8 неактивных 2 человека были учениками или студентами, 4 — пенсионерами, 2 были неактивными по другим причинам.